# 高松村 (愛知県渥美郡)
高松村（たかまつむら）は、愛知県渥美郡にあった村。現在の田原市の一部にあたる。

## 地理
大日川の流域に位置していた。
- 半島：渥美半島[2]
- 海洋：太平洋[2]

## 歴史
- 1889年（明治22年）10月1日、町村制の施行により、渥美郡高松村が単独で村制施行し、高松村が発足[1][2]。大字は編成せず[2]。
- 1906年（明治39年）7月16日、渥美郡赤羽根村、若戸村と合併し、赤羽根村が存続して廃止された[1][2]。

## 産業
- 農業[2]

## 教育
- 1873年（明治6年）高松学校創立[2]。1887年（明治20年）高松分教場となる[2]。